# Raúl Rodríguez (parapente)
Pour les articles homonymes, voir Raúl Rodríguez.
Raúl Iván Rodríguez Fernández (né le 29 juillet 1975 à Albacete en Espagne) est un pilote de voltige en parapente, inventeur de nombreuses figures acrobatiques, comme l’Infinity Tumbling ou la SAT,. Avec son cousin Horacio Llorens et son frère Felix Rodriguez, il forme une équipe, la SAT (Safety Acro Team).
Champion du monde et détenteur de nombreux records dans la spécialité, il a annoncé son retrait de la compétition en 2007. Il a par ailleurs lancé sa propre marque de parapente, RR Acrowings, en 2008.

## Palmarès
- Champion du monde 2005 de parapente acrobatique[8]